# North Queensland Fury Football Club
Maillots
North Queensland Fury était un club de football (soccer) australien basé à Townsville qui a évolué en A-League de 2009 à 2011.

## Histoire du club

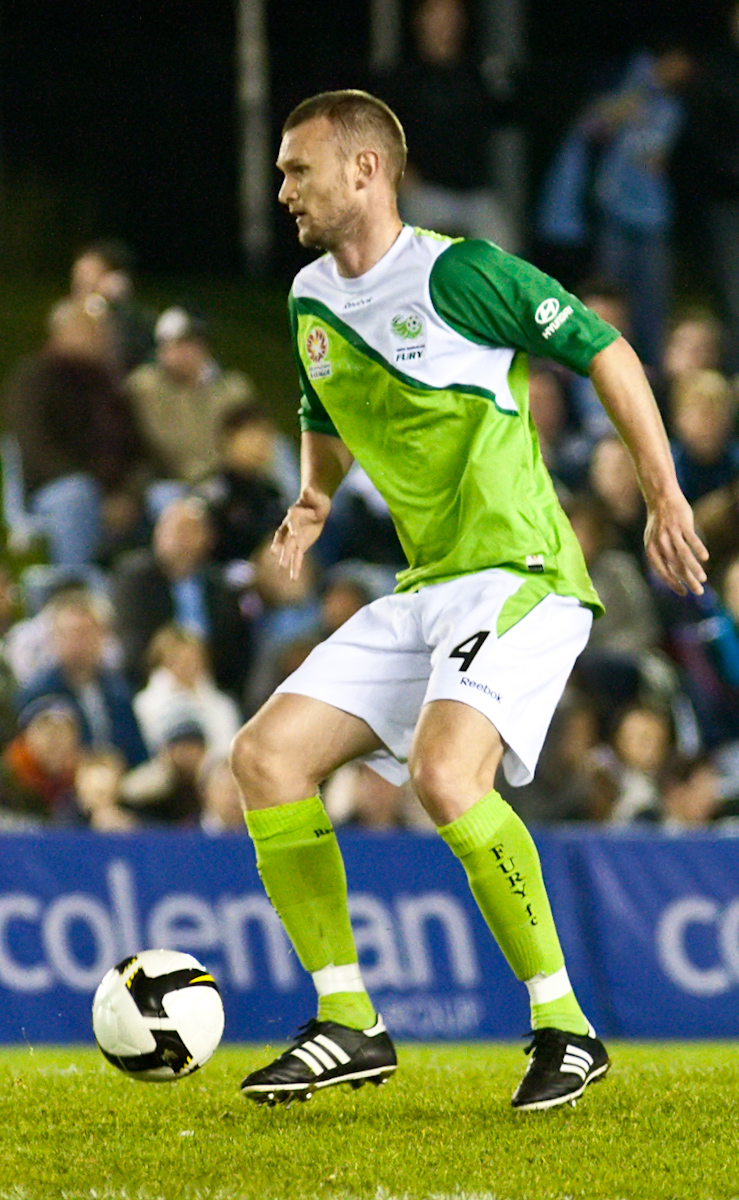
Scott Wilson lors d'un match de pré-saison pour le North Queensland Fury contre le Sydney FC

Créé en 2008, le Fury joue sa première saison en 2009-2010 au sein de la A-League. Il crée l'évènement en recrutant pour sa saison inaugurale l'international anglais Robbie Fowler. Avec une 7e place, le club doit encore attendre pour participer à ses premiers playoffs. Après une saison, le coach Ian Ferguson quitte le club, tout comme Fowler qui rejoint le Perth Glory.
La seconde saison du Fury est catastrophique, le club s'enfonce dans la spirale de la défaite terminant la saison par neuf défaites et un match nul lors des dix derniers matchs. Le Fury finit 11e et dernier de A-League. En raison de problèmes financiers en plus de la faillite sportive, le club voit sa licence professionnelle lui être retirée le 1er mars 2011.

## Résultats année par année
| Année     | Saison régulière | Playoffs     | Ligue des Champions | Meilleur buteur    |
| --------- | ---------------- | ------------ | ------------------- | ------------------ |
| 2009-2010 | 7e/10            | Non qualifié | Non qualifié        | Robbie Fowler (9)  |
| 2010-2011 | 11e/11           | Non qualifié | Non qualifié        | David Williams (5) |

## Entraîneurs
| N° | Pays | Nom              | Période     |
| -- | ---- | ---------------- | ----------- |
| 1  |      | Ian Ferguson     | 2009-2010   |
| 2  |      | František Straka | Depuis 2010 |

## Anciens joueurs
- Terry Cooke
- Robbie Fowler
- Chris Tadrosse
- Jacob Timpano
- Jeremy Brockie